# جوزيف كامهوبر
 وكان ضابط المهنية في - جوسف كامموبر (25 يناير 1986 19 أغسطس 1896) لوفتفافه وبعد الحرب العالمية الثانية في سلاح الجو الألماني. خلال الحرب العالمية الثانية، كان أول جنرال للمقاتلات الليلية في لوفتفافه.
أنشأ كامهوبر نظام الدفاع المقاتل الليلي، ما يسمى خط كامهوبر، لكن المعرفة التفصيلية بالنظام الذي قدمته المخابرات العسكرية البريطانية للقوات الجوية الملكية سمحت لهم بجعله غير فعال. أدت المعارك الشخصية بينه وبين إرهارد ميلش، مدير وزارة طيران الرايخ، إلى فصله في عام 1943. بعد الحرب، انضم إلى الجيش الألماني، القوات المسلحة لألمانيا الغربية.

## الجوائز
- الصليب الحديدي 1914 ، الدرجة الأولى والثانية
- الاستحقاق العسكري، الدرجة الرابعة مع السيوف (بافاريا)
- مشبك الصليب الحديدي، الدرجة الأولى والثانية
- وسام الفارس الصليبي الحديدي في 9 يوليو 1941 كجنرال الرائد وقائد 1. قسم Nachtjagd [4][5]
- وسام استحقاق جمهورية ألمانيا الاتحادية مع النجم والوشاح (21 أغسطس 1962) [بحاجة لمصدر] [ بحاجة لمصدر ]

## ال[بحاجة لمصدر]مراجع
اقتباسات

## وصلات خارجية
- جوزيف كامهوبر على موقع مونزينجر (الألمانية)

1. 1 2  TracesOfWar | Josef Kammhuber، QID:Q98839586
2. ↑  Nuremberg Trials Project (بالإنجليزية), QID:Q78909371
3. ↑   https://www.asisbiz.com/Luftwaffe/lfl4.html. {{استشهاد ويب}}: |url= بحاجة لعنوان (مساعدة) والوسيط |title= غير موجود أو فارغ (من ويكي بيانات) (مساعدة)
4. ↑  Fellgiebel 2000, p. 250.
5. ↑  Scherzer 2007, p. 431.